# Октавіо Лепаже
Октавіо Лепаже Баррето (ісп. Octavio Lepage; 24 листопада 1923 — 6 січня 2017) — венесуельський політичний діяч, виконував обов'язки президента країни 1993 року.